# Joppa didymoneura
Joppa didymoneura là một loài tò vò trong họ Ichneumonidae.